# Varanodon
Varanodon é um gênero deeupelicossauro do Permiano Inferior da América do Norte. Há uma única espécie descrita para o gênero Varanodon agilis.